# Yongji, Gansu
Yongji är en socken i nordvästra Kina. Den ligger i Longxi härad i staden Dingxi i provinsen Gansu, omkring 160 kilometer sydost om provinshuvudstaden Lanzhou. Antalet invånare är 9 002. Befolkningen består av 4 297 kvinnor och 4 705 män. Barn under 15 år utgör 18,0 %, vuxna 15-64 år 71 %, och äldre över 65 år 9,0 %.